# Oluta
Oluta è una municipalità dello stato di Veracruz, nel Messico centrale, il cui capoluogo è la località omonima.
Conta 14.784 abitanti (2010) e ha una estensione di 77,87 km². 	 		
Il nome della località in lingua nahuatl significa luogo ricco di mais.